# Nectriaceae
Nectriacées
Famille
Taxons de rang inférieur
- Voir le texte

Les Nectriaceae sont une famille de champignons ascomycètes de l'ordre des Hypocreales, qui compte environ 75 genres et 900 espèces. Ces champignons présentent souvent des périthèces charnus et colorés.
Cette famille comprend de nombreuses espèces pathogènes importantes pour les plantes et les animaux dont l'humain. Certaines espèces de Nectriaceae sont largement utilisées dans des applications industrielles et commerciales comme biodégradants ou comme agents de lutte biologique.

## Liste des genres
Selon BioLib (18 février 2021) :
- Actinostilbe Petch
- Albonectria Rossman & Samuels
- Allantonectria Earle
- Allonectella Petr.
- Antipodium Piroz.
- Aphanocladium W. Gams
- Bacillispora Sv. Nilsson
- Baipadisphaeria Pinruan
- Calonectria De Not.
- Calostilbe Sacc. & P. Syd.
- Calostilbella Höhn.
- Campylocarpon Halleen, Schroers & Crous
- Chaetopsina Rambelli
- Chaetopsinectria J. Luo & W.Y. Zhuang
- Ciliciopodium Corda
- Corallomycetella Henn.
- Cosmospora Rabenh.
- Curvicladiella Decock & Crous
- Curvicladium Decock & Crous
- Cyanochyta Höhn.
- Cyanonectria Samuels & Chaverri
- Cyanophomella Höhn.
- Cylindrocarpon Wollenw.
- Cylindrocladiella Boesew.
- Cylindrocladium Morgan
- Cylindrodendrum Bonord.
- Dacryoma Samuels
- Dematiocladium Allegr., Aramb., Cazau & Crous
- Dialonectria (Sacc.) Cooke
- Falcocladium S.F. Silveira, Alfenas, Crous & M.J. Wingf.
- Flagellospora Ingold
- Fusarium Link
- Fusidomus Grove
- Fusisporium Link
- Geejayessia Schroers, Gräfenhan & Seifert
- Gibberella Sacc.
- Gliocephalotrichum J.J. Ellis & Hesselt.
- Gliocladiopsis S.B. Saksena
- Glionectria Crous & S.L. Schoch
- Haematonectria Samuels & Nirenberg
- Heliscus Sacc.
- Hyaloflorea Bat. & H. Maia
- Lanatonectria Samuels & Rossman
- Leuconectria Rossman, Samuels & Lowen
- Macroconia (Wollenw.) Gräfenhan, Seifert & Schroers
- Mariannaea G. Arnaud ex Samson
- Nalanthamala Subram.
- Nectria (Fr.) Fr.
- Nectricladiella Crous & C.L. Schoch
- Neocosmospora E.F. Sm.
- Neonectria Wollenw.
- Ochraceospora Fiore
- Ophionectria Sacc.
- Penicillifer Emden
- Peziotrichum (Sacc.) Lindau
- Pleogibberella Sacc. ex Berl. & Voglino
- Pleonectria Sacc.
- Pleurocolla Petr.
- Pseudonectria Seaver
- Psilonia Fr.
- Pycnofusarium Punith.
- Rodentomyces Doveri, Pecchia, Sarrocco & Vannacci
- Rubrinectria Rossman & Samuels
- Septofusidium W. Gams
- Stalagmites Theiss. & Syd.
- Tetracytum Vanderw.
- Ticonectria Döbbeler
- Tubercularia Tode
- Viridispora Samuels & Rossman
- Volutella Fr.
- Volutina Penz. & Sacc.
- Xenoacremonium L. Lombard & Crous
- Xenocalonectria Crous & C.L. Schoch
- Xenocylindrocladium Decock, Hennebert & Crous
- Xenonectriella Weese
- Zythiostroma Höhn. ex Falck